# 巨星的小娇妻
《巨星的小娇妻》（羅馬化：Sup Dtaa Gap Yaa On），為GMM 25於2022年6月20日起播出的浪漫愛情喜劇，由纳瓦·君拉纳拉、娜米妲·吉勒娜拉帕领衔主演。剧情主演讲述40岁的超人气偶像与相差20岁妙龄少女之间的浪漫爱情故事。
此剧由GMMTV与On & On Infinity联合制作，在2021年12月1日GMMTV的「BORDERLESS」新戏发布会期间上公开先导预告片，为2022年推出的22个戏剧项目之一。其後，此劇於2022年6月在GMM 25電視台及Viu首播，同年7月終映。

## 劇情簡介
超人气偶像Ton Naruebet（Pong 饰）虽然已经40岁，但依旧不影响他的人气。Cake（Jane 饰）的母亲Kanda（Nichole 饰）经营着一家甜品店。Kanda是Ton的忠实粉丝，当Cake找到一份效果化妆师的工作时，她要求女儿Cake在制片厂的庆功派对上替她拿下Ton的亲笔签名。派对期间Cake喝醉了。她醉醺醺的向Ton索取签名。Ton没有认出Cake，以为Cake是他的好朋友Peeredetch请来取悦他的副业女孩。Ton一把拉着Cake进电梯。第二天早上，Cake发现自己妈妈的偶像一起躺在床上后赶紧溜走，而Ton对前一晚的事仍感到迷茫。Ton在门后的地板上发现一张Cake和她母亲Kanda的照片，顿时明白事情的缘由。Cake因为在剧组工作，经常接触到Ton。俩人在频繁的交集中安生情愫。后来，俩人分手了。而Cake也在这之后发现自己怀孕了。为了弥补怀孕的Cake，他想办设法来请经纪人Nadol（Fluke Pusit 饰）帮忙照顾Cake，但Nadol不从。因为他认为Cake这么做是为了把Ton吃得死死的。Cake的闺密Now（Milk 饰）听闻，为此感到生气。于是，她在社交媒体上发文揭露事实。Ton主动联系，承担责任，并想以男友的身份与Cake重新开始。

## 演員陣容
註：括號內的演員姓名為小名。

### 主要人物
- 納瓦·君拉納拉（Pong）飾演 Ton Naruebet（Ton）

亞洲之息，人設為「全民老公」。這導致與他同居多年的女友跑了。
- 娜米妲·吉勒娜拉帕（Jane）飾演 Cake

Kanda的女兒。

### 其他人物
- 妮可·塞瑞奧爾特（Nicole）飾演 Kanda

Cake的母親
- 帕恩莎·沃斯拜茵（Milk）飾演 Manow（Now）
- 普西特·迪塔皮西（Fluke Pusit）飾演 Nadol

Ton的侄子兼經紀人。
- 加溫·卡斯基（Fluke Gawin）飾演 D-Day
- 萍彤·瓦詩娜格（Dao）飾演 Pat
- 茱塔芘·英德拉瓊德拉（Jamie）飾演 Tan

Ton的妹妹。
- 塔納通·詹塔沃拉甘（Boom）飾演 Sunny
- 塔納本·萬羅西力儂（Na）飾演 Chaochao
- Koi Wasana Sitthiwet 飾演 Nom
- Narumol Nilawan

## 劇集迴響

### 泰國電視收視率
- 收視最低的集數以藍色表示，收視最高的集數以紅色表示，而空格則表示該集的收視沒有相關數據。

| 集數 No.   | 播放時段 (UTC+07:00) | 播放日期     | 平均收視率 | 來源   |
| ---------- | -------------------- | ------------ | ---------- | ------ |
| 1          | 2022年6月20日        | 星期一 20:30 | 0.092      | [ 4 ]  |
| 2          | 2022年6月21日        | 星期二 20:30 | 0.120      | [ 5 ]  |
| 3          | 2022年6月27日        | 星期一 20:30 | 0.108      | [ 6 ]  |
| 4          | 2022年6月28日        | 星期二 20:30 | 0.099      | [ 7 ]  |
| 5          | 2022年7月4日         | 星期一 20:30 | 0.135      | [ 8 ]  |
| 6          | 2022年7月5日         | 星期二 20:30 | 0.152      | [ 9 ]  |
| 7          | 2022年7月11日        | 星期一 20:30 | 0.157      | [ 10 ] |
| 8          | 2022年7月12日        | 星期二 20:30 | 0.151      | [ 11 ] |
| 9          | 2022年7月18日        | 星期一 20:30 | 0.124      | [ 12 ] |
| 10         | 2022年7月19日        | 星期二 20:30 | 0.156      | [ 13 ] |
| 11         | 2022年7月25日        | 星期一 20:30 | 0.050      | [ 14 ] |
| 12         | 2022年7月26日        | 星期二 20:30 | 0.167      | [ 15 ] |
| 平均收視率 | 平均收視率           | 平均收視率   | 0.126      | 1      |

^1  基於每集的平均觀眾份額。